# Fanny Islets
Fanny Islets är öar i territoriet Falklandsöarna (Storbritannien). De ligger i den södra delen av ögruppen, 120 km sydväst om huvudstaden Stanley.